# Калафель
Калафе́ль (кат. Calafell, вимова літературною каталанською [kəłə'fεʎ]) - муніципалітет, розташований в Автономній області Каталонія, в Іспанії. Код муніципалітету за номенклатурою Інституту статистики Каталонії - 430379. Знаходиться у районі (кумарці) Баш-Панадес (коди району - 12 та BP) провінції Таррагона, згідно з новою адміністративною реформою перебуватиме у складі баґарії (округи) Камп-да-Таррагона. За кількістю населення у 2007 р. місто займало 57 місце серед муніципалітетів Каталонії.

## Назва муніципалітету
Назва муніципалітету походить від араб. χalaf - власного імені.

## Населення
Населення міста (у 2007 р.) становить 21.871 особа (з них менше 14 років - 14,3%, від 15 до 64 - 72,2%, понад 65 років - 13,4%). У 2006 р. народжуваність склала 258 осіб, смертність - 134 особи, зареєстровано 100 шлюбів. У 2001 р. активне населення становило 6.514 осіб, з них безробітних - 688 осіб.

Серед осіб, які проживали на території міста у 2001 р., 8.227 народилися в Каталонії (з них 2.452 особи у тому самому районі, або кумарці), 3.966 осіб приїхало з інших областей Іспанії, а 1.31 особа приїхала з-за кордону. 

Вищу освіту має 9,2% усього населення. 

У 2001 р. нараховувалося 5.418 домогосподарств (з них 27,0% складалися з однієї особи, 31,6% з двох осіб,17,9% з 3 осіб, 16,0% з 4 осіб, 5,2% з 5 осіб, 1,4% з 6 осіб, 0,6% з 7 осіб, 0,2% з 8 осіб і 0,1% з 9 і більше осіб).

Активне населення міста у 2001 р. працювало у таких сферах діяльності : у сільському господарстві - 2,7%, у промисловості - 14,8%, на будівництві - 17,6% і у сфері обслуговування - 64,9%. 

 У муніципалітеті або у власному районі (кумарці) працює 4.128 осіб, поза районом - 3.065 осіб.

### Доходи населення
У 2002 р. доходи населення розподілялися таким чином :
| \| Доходи населення за статтями доходів \| Доходи населення за статтями доходів \| Доходи населення за статтями доходів \| \| Рік \| 2002 р. \| 2001 р. \| \| ------------------------------------ \| ------------------------------------ \| ------------------------------------ \| \| Заробітна платня \| 52,7% \| 51,9% \| \| Доходи від ведення бізнесу \| 36,6% \| 37,1% \| \| Соціальна допомога \| 10,7% \| 11% \| |         |         |
| Доходи населення за статтями доходів |         |         |
| Рік | 2002 р. | 2001 р. |
| Заробітна платня | 52,7%   | 51,9%   |
| Доходи від ведення бізнесу | 36,6%   | 37,1%   |
| Соціальна допомога | 10,7%   | 11%     |

### Безробіття
У 2007 р. нараховувалося 843 безробітних (у 2006 р. - 867 безробітних), з них чоловіки становили 39,1%, а жінки - 60,9%.

## Економіка
У 1996 р. валовий внутрішній продукт розподілявся по сферах діяльності таким чином :
| \| Валовий внутрішній продукт \| Валовий внутрішній продукт \| Валовий внутрішній продукт \| \| Рік \| 1996 р. \| 1991 р. \| \| -------------------------- \| -------------------------- \| -------------------------- \| \| Сільське господарство \| 0,2% \| 0% \| \| Промисловість \| 5,2% \| 0% \| \| Будівництво \| 17,3% \| 0% \| \| Послуги \| 77,3% \| 0% \| |         |         |
| Валовий внутрішній продукт |         |         |
| Рік | 1996 р. | 1991 р. |
| Сільське господарство | 0,2%    | 0%      |
| Промисловість | 5,2%    | 0%      |
| Будівництво | 17,3%   | 0%      |
| Послуги | 77,3%   | 0%      |

### Підприємства міста

#### Промислові підприємства
| \| Промислові підприємства міста, за сферою діяльності \| Промислові підприємства міста, за сферою діяльності \| Промислові підприємства міста, за сферою діяльності \| \| Рік \| 2002 р. \| 2001 р. \| \| --------------------------------------------------- \| --------------------------------------------------- \| --------------------------------------------------- \| \| Енергетичні та водні ресурси \| 1,7% \| 1,5% \| \| Хімія та метали \| 11,7% \| 10,6% \| \| Переробка металів \| 43,3% \| 43,9% \| \| Продукти харчування \| 15,0% \| 12,1% \| \| Текстиль \| 8,3% \| 9,1% \| \| Виробництво меблів, видання \| 16,7% \| 21,2% \| \| Інше \| 3,3% \| 1,5% \| \| Усього підприємств \| 60 \| 66 \| |         |         |
| Промислові підприємства міста, за сферою діяльності |         |         |
| Рік | 2002 р. | 2001 р. |
| Енергетичні та водні ресурси | 1,7%    | 1,5%    |
| Хімія та метали | 11,7%   | 10,6%   |
| Переробка металів | 43,3%   | 43,9%   |
| Продукти харчування | 15,0%   | 12,1%   |
| Текстиль | 8,3%    | 9,1%    |
| Виробництво меблів, видання | 16,7%   | 21,2%   |
| Інше | 3,3%    | 1,5%    |
| Усього підприємств | 60      | 66      |

#### Роздрібна торгівля
| \| Підприємства роздрібної торгівлі міста, за сферою діяльності \| Підприємства роздрібної торгівлі міста, за сферою діяльності \| Підприємства роздрібної торгівлі міста, за сферою діяльності \| \| Рік \| 2002 р. \| 2001 р. \| \| ------------------------------------------------------------ \| ------------------------------------------------------------ \| ------------------------------------------------------------ \| \| Продукти харчування \| 33,2% \| 30,5% \| \| Одяг та взуття \| 22,0% \| 23,5% \| \| Товари для дому \| 15,2% \| 16,1% \| \| Книги та періодичні видання \| 2,5% \| 2,9% \| \| Промислова хімічна продукція \| 6,2% \| 5,3% \| \| Продукція, пов'язана з транспортними засобами \| 2,5% \| 2,3% \| \| Інше \| 18,3% \| 19,4% \| \| Усього підприємств \| 322 \| 341 \| |         |         |
| Підприємства роздрібної торгівлі міста, за сферою діяльності |         |         |
| Рік | 2002 р. | 2001 р. |
| Продукти харчування | 33,2%   | 30,5%   |
| Одяг та взуття | 22,0%   | 23,5%   |
| Товари для дому | 15,2%   | 16,1%   |
| Книги та періодичні видання | 2,5%    | 2,9%    |
| Промислова хімічна продукція | 6,2%    | 5,3%    |
| Продукція, пов'язана з транспортними засобами | 2,5%    | 2,3%    |
| Інше | 18,3%   | 19,4%   |
| Усього підприємств | 322     | 341     |

#### Сфера послуг
| \| Підприємства міста, що працюють у сфері послуг, за діяльністю \| Підприємства міста, що працюють у сфері послуг, за діяльністю \| Підприємства міста, що працюють у сфері послуг, за діяльністю \| \| Рік \| 2002 р. \| 2001 р. \| \| ------------------------------------------------------------- \| ------------------------------------------------------------- \| ------------------------------------------------------------- \| \| Гуртова торгівля \| 5,5% \| 5,2% \| \| Готелі та готельний бізнес \| 38,0% \| 39,3% \| \| Транспорт та зв'язок \| 9,6% \| 8,3% \| \| Посередницькі фінансові послуги \| 2,7% \| 2,8% \| \| Послуги підприємствам \| 6,3% \| 5,6% \| \| Послуги фізичним особам \| 17,8% \| 18,0% \| \| Нерухомість та ін. \| 20,1% \| 20,8% \| \| Усього підприємств \| 668 \| 727 \| |         |         |
| Підприємства міста, що працюють у сфері послуг, за діяльністю |         |         |
| Рік | 2002 р. | 2001 р. |
| Гуртова торгівля | 5,5%    | 5,2%    |
| Готелі та готельний бізнес | 38,0%   | 39,3%   |
| Транспорт та зв'язок | 9,6%    | 8,3%    |
| Посередницькі фінансові послуги | 2,7%    | 2,8%    |
| Послуги підприємствам | 6,3%    | 5,6%    |
| Послуги фізичним особам | 17,8%   | 18,0%   |
| Нерухомість та ін. | 20,1%   | 20,8%   |
| Усього підприємств | 668     | 727     |

## Житловий фонд
У 2001 р. 8,4% усіх родин (домогосподарств) мали житло метражем до 59 м2, 40,6% - від 60 до 89 м2, 32,2% - від 90 до 119 м2 і
18,8% - понад 120 м2.

З усіх будівель у 2001 р. 50,9% було одноповерховими, 25,8% - двоповерховими, 9,1
% - триповерховими, 5,0% - чотириповерховими, 6,5% - п'ятиповерховими, 1,2% - шестиповерховими,
0,9% - семиповерховими, 0,6% - з вісьмома та більше поверхами.

## Автопарк
| \| Автомобілі, зареєстровані у місті, за призначенням \| Автомобілі, зареєстровані у місті, за призначенням \| Автомобілі, зареєстровані у місті, за призначенням \| \| Рік \| 2006 р. \| 2005 р. \| \| -------------------------------------------------- \| -------------------------------------------------- \| -------------------------------------------------- \| \| Приватні автомобілі \| 72,6% \| 72,9% \| \| Мотоцикли \| 9,4% \| 9,0% \| \| Вантажівки \| 15,9% \| 15,9% \| \| Трактори \| 0,2% \| 0,3% \| \| Автобуси та ін. \| 1,9% \| 2,0% \| \| Усього автомобілів \| 13.22 шт. \| 12.332 шт. \| |           |            |
| Автомобілі, зареєстровані у місті, за призначенням |           |            |
| Рік | 2006 р.   | 2005 р.    |
| Приватні автомобілі | 72,6%     | 72,9%      |
| Мотоцикли | 9,4%      | 9,0%       |
| Вантажівки | 15,9%     | 15,9%      |
| Трактори | 0,2%      | 0,3%       |
| Автобуси та ін. | 1,9%      | 2,0%       |
| Усього автомобілів | 13.22 шт. | 12.332 шт. |

## Вживання каталанської мови
У 2001 р. каталанську мову у місті розуміли 93,8% усього населення (у 1996 р. - 95,6%), вміли говорити нею 71,0% (у 1996 р. - 
73,6%), вміли читати 70,9% (у 1996 р. - 69,4%), вміли писати 50,0
% (у 1996 р. - 45,1%). Не розуміли каталанської мови 6,2%.

## Політичні уподобання
У виборах до Парламенту Каталонії у 2006 р. взяло участь 6.504 особи (у 2003 р. - 6.509 осіб). Голоси за політичні сили розподілилися таким чином:
| \| Вибори до Парламенту Каталонії \| Вибори до Парламенту Каталонії \| Вибори до Парламенту Каталонії \| \| Рік \| 2006 р. \| 2003 р. \| \| -------------------------------------- \| ------------------------------ \| ------------------------------ \| \| Конвергенція та Єднання (CiU) \| 32,1% \| 32,2% \| \| Соціалістична партія Каталонії (PSC) \| 30,1% \| 32,4% \| \| Народна партія (PP) \| 12,6% \| 15,5% \| \| Ініціатива за Каталонію — Зелені (ICV) \| 6,8% \| 5,1% \| \| Республіканська лівиця Каталонії (ERC) \| 12,4% \| 13,8% \| \| Громадяни — Громадянська партія (C's) \| 3,7% \| 0,0% \| \| Інші \| 2,3% \| 0,9% \| |         |         |
| Вибори до Парламенту Каталонії |         |         |
| Рік | 2006 р. | 2003 р. |
| Конвергенція та Єднання (CiU) | 32,1%   | 32,2%   |
| Соціалістична партія Каталонії (PSC) | 30,1%   | 32,4%   |
| Народна партія (PP) | 12,6%   | 15,5%   |
| Ініціатива за Каталонію — Зелені (ICV) | 6,8%    | 5,1%    |
| Республіканська лівиця Каталонії (ERC) | 12,4%   | 13,8%   |
| Громадяни — Громадянська партія (C's) | 3,7%    | 0,0%    |
| Інші | 2,3%    | 0,9%    |

У муніципальних виборах у 2007 р. взяло участь 8.066 осіб (у 2003 р. - 7.241 особа). Голоси за політичні сили розподілилися таким чином:
| \| Муніципальні вибори \| Муніципальні вибори \| Муніципальні вибори \| \| Рік \| 2007 р. \| 2003 р. \| \| -------------------------------------- \| ------------------- \| ------------------- \| \| Конвергенція та Єднання (CiU) \| 27,0% \| 20,7% \| \| Соціалістична партія Каталонії (PSC) \| 28,1% \| 31,6% \| \| Народна партія (PP) \| 6,7% \| 9,1% \| \| Ініціатива за Каталонію — Зелені (ICV) \| 3,5% \| 4,9% \| \| Республіканська лівиця Каталонії (ERC) \| 6,9% \| 5,3% \| \| Громадяни — Громадянська партія (C's) \| 0% \| 0% \| \| Інші \| 27,9% \| 28,4% \| |         |         |
| Муніципальні вибори |         |         |
| Рік | 2007 р. | 2003 р. |
| Конвергенція та Єднання (CiU) | 27,0%   | 20,7%   |
| Соціалістична партія Каталонії (PSC) | 28,1%   | 31,6%   |
| Народна партія (PP) | 6,7%    | 9,1%    |
| Ініціатива за Каталонію — Зелені (ICV) | 3,5%    | 4,9%    |
| Республіканська лівиця Каталонії (ERC) | 6,9%    | 5,3%    |
| Громадяни — Громадянська партія (C's) | 0%      | 0%      |
| Інші | 27,9%   | 28,4%   |